# Clodomiro Marticorena Pairoa
Clodomiro Fidel Segundo Marticorena Pairoa (n. Huasco; 9 de septiembre de 1929 - f. Concepción; 27 de octubre de 2013) fue un botánico chileno, destacado en la descripción y clasificación científica de los vegetales.

## Biografía
Sus estudios primarios y secundarios los realizó en Vallenar, luego estudió en la Universidad de Concepción y se graduó de Químico Farmacéutico en 1956, en la Universidad de Chile. En forma inmediata ingresó al Departamento de Botánica como Ayudante Segundo para iniciar su carrera académica y comenzar su formación botánica, en este departamento desde muy temprano mostró su fuerte y profunda inclinación a la botánica sistemática y palinología. Inició su formación pasando por las distintas categorías académicas hasta llegar a profesor titular en 1963.
En 1960, comenzó la formación de la Palinoteca, del Departamento de Botánica de la Universidad de Concepción, colección con cerca de 15 000 muestras de granos de polen de plantas chilenas, tanto de polen acetolizados enteros, montados en gelatina-glicerina, de cortes ultrafinos de granos de polen, especialmente preparados para estudios de la estructura del esporodermo, y de granos enteros sobre millipore para preparaciones de microscopía electrónica y de transmisión, constituyendo la colección más grande y completa de palinología en Chile.
Asumió la Dirección del Departamento de Botánica, entre 1968 y 1980.
Dentro sus distinciones destacan la Beca Ford que le permitió realizar estudios de palinología y taxonomía con el destacado palinólogo mundial Gunnar Erdtman en la Academia de Ciencias de la Universidad de Estocolmo, Suecia, durante el período 1962-1963, además tuvo una estadía en el Real Jardín Botánico de Kew en Londres.
En el año 1975, obtuvo una beca concedida por la Fundación John Simon Guggenheim, para realizar estudios en el Departamento de Botánica del Museo Nacional de Historia Natural del Instituto Smithsoniano en Washington, donde trabajó junto a José Cuatrecasas y Harold Robinson, especialistas en la familia Asteraceae.
En 1986, dentro del marco del programa de colaboración con el Departamento de Botánica del Universidad Estatal de Ohio, dictó clases en esa universidad sobre diversas materias de su especialidad, especialmente de la flora chilena y en 1988 fue invitado como investigador al Jardín Botánico de Misuri, EE. UU., para preparar la publicación de la Bibliografía Botánica Taxonómica de Chile.
Como parte de su labor científica publicó numerosos trabajos en revistas de circulación internacional. También publicó numerosas especies nuevas de plantas chilenas. Obras de tremenda trascendencia para la ciencia botánica en Chile fue la publicación de la Bibliografía Botánica Taxonómica de Chile en y el primer Catálogo de la Flora Vascular de Chile en 1985.
Fue creador de las bases de datos del Herbario CONC, de la Bibliografía Botánica de Chile, de los Sinónimos Flora de Chile y del Catálogo de la flora de Chile.

## Honores

### Premios
- Premio "Alcibiades Santa Cruz", a la mejor memoria de Botánica, 1956
- Premio "Roberto Donoso Barros", Sociedad de Biología de Concepción, 1984
- Premio "Atenea", Universidad de Concepción, en mayo de 1997
- Profesor emérito de la Universidad de Concepción, en abril de 1997

### Eponimia
Connotados botánicos internacionales le dedicaron nombres de taxa en su honor, tales como el género monotípico Marticorenia Crisci (Compositae-Mutisieae), publicado en la revista J. Arnold Arboretum en 1974 y la variedad Linum macraei var. marticorenae Mildner, publicado en el volumen 23 de la revista Phytologia en 1972.

## Algunas publicaciones

### Libros
- Harold Robinson, clodomiro f.s. Marticorena. 1986. A palynological study of the Liabeae (Asteraceae). Ed. Smithsonian Institution. Press. iii + 50 pp.
- 1992. Bibliografía botánica taxonómica de Chile. Ed. St. Louis: Missouri Botanical Garden. 587 pp.
- 1995. Flora de Chile. Eds. Clodomiro Marticorena y Roberto Rodríguez. Vol. 1. Pteridophyta - Gymnospermae. ISBN 9562271129
- La abreviatura «Martic.» se emplea para indicar a Clodomiro Marticorena Pairoa como autoridad en la descripción y clasificación científica de los vegetales.[3]